# Ездимирска планина
Ездимирската планина (или Чука) е моноклинална планина в Западна България, част от Руйско-Верилската планинска редица, във физикогеографската област Краище, област Перник.

## Описание
Ездимирската планина е разположена югоизточно от гр.Трън и е част от Верило-Руйската планинска редица B Краищенско-Средногорската планинска област. От север и изток тя се ограничава от реките Ябланица (приток на р. Ерма) и Велиновска, която тече в северна посока и се влива в р. Ябланица при с. Филиповци. Южната граница на Ездимирска планина са недобре оформени долове, които започват от c. Велиново в северозападна посока и през с. Ездимирци достигат източно от Трън, където е и западният край на планината. Дължината ѝ (в посока северозапад югоизток) е 5 km, а максималната и широчина е 3 km, което я прави една от най-малките планини в България.
Долинно понижение, през което е прокаран пътят от с. Ездимирци за Трън, разделя Ездимирска планина на Две части: източна или Същинска Ездимирска планина, и западна по-ниска и по-малка по площ част. Най-високата точка на планината е Големи връх (1219 m), който се издига на по-малко от 1 km източно от с. Ездимирци. В северна посока от Големи връх е разположен вторият по височина връх Голяма Иверка (1203 m). Най-високият връх на западната част е Чарчилат (1107 m).
Източната част се отличава с добре оформена обилна заравненост, простираща се от север на юг на височина 1100 – 1200 m. Обзорът от нея е много добър, за което спомага и липсата на дървесна растителност. Най-голям е наклонът на склона на север към р. Ябланица и на изток към р. Велиновска, който достига 30 – 35°, на места по него има и скални корнизи. В останалата част на планината наклоните са от порядъка на 15 – 18°.
Ездимирска планина е изградена от Дебелослойни варовици с юрска възраст, които са окарстени. В планината са формирани няколко малки пещери и пещерни ниши, непредставляващи Интерес за туристите.
Климатът е умереноконтинентален и типичен за среднопланинския пояс в България. Най-доброто време за посещения на планината са двата преходни сезона пролет и есен.
Ездимирска планина е изключително безводна и от нея не води началото си никаква река. Единствено граничната от север р. Ябланица не пресъхва, а втората по големина Велиновска река при невалежно лято губи водите си.
Растителната покривка е доста бедна. В миналото голяма част от планината е била покрита с дъбова растителност. Сега, ако се тръгне по черния път от с. Ездимирци към с. Велиново, на 300 m по пътя може да се види запазен вековен дъб (горун), който е бил част от естествената растителност в района. Няколко екземпляра има и по северния склон на планината. С изключение на изкуствено залесените площи главно с черен бор планината е гола и мястото на съществуващите дъбови гори е заето от сухолюбиви тревни формации, за което са допринесли както карстовият релеф, така и бедната почвена покривка – излужени и деградирали канелени горски почви. По южния склон и отчасти по билото се наблюдават и силно деградирани формации от закелевял дъб, които все пак създават по-голямо разнообразие на ландшафта. Ездимирска планина е лесно достъпна и проходима отвсякъде. Известно изключение правят северните и източните склонове към реките Ябланица и Велиновска поради гъстата, храстова на места, растителност, изкуствено засадените иглолистни гори И по-големия наклон на склона. Безспорно най-добрият изходен пункт за изкачване на най-високата точка на планината – Големи връх – е с. Ездимирци. От върха се разкрива красива гледка към по-голямата част от Знеполската котловина и Руй.
Освен с. Ездимирци добри изходни пунктове са с. Филиповци, разположено на пътя София-Трън, с. Велиново и, разбира се, гр. Трън. Обхождането на Ездимирска планина може успешно да се съчетае с посещение на Трънското ждрело на р. Ерма.
Пътят от село Ездимирци за Трън разделя планината на източна и западна. Най-високият и връх е Големи връх (1219 м). Северно от него е вторият е вторият по височина връх - Голема Иверка (1203 м), а в западната част на планината се намира връх Черчелат (1107 м).
В планината липсва както леглова база за туристи, така също и маркировка или табели с указания за извършване на туристически преходи.
Интерес представлява манастирът „Св. Богородица“, разположен източно под Големи връх на левия долинен склон на Велиновска река.

## Топографска карта
- Лист от карта K-34-46. Мащаб: 1 : 100 000.